# Гаджиалиев, Гайбатулла Магирович
Гайбатулла́ Маги́рович Гаджиали́ев (род. 30 июня 1991, Мугарты) — российский и азербайджанский боксёр, представитель лёгкой и первой полусредней весовых категорий. Выступал за сборную Азербайджана по боксу в первой половине 2010-х годов, бронзовый призёр чемпионата Европы, победитель и призёр турниров международного значения, участник летних Олимпийских игр в Лондоне. Начиная с 2016 года боксирует на профессиональном уровне.

## Биография
Гайбатулла Гаджиалиев родился 30 июня 1991 года в селении Мугарты Дербентского района Дагестанской АССР. Ещё в детстве переехал на постоянное жительство в Ставрополь, учился в местной средней общеобразовательной школе № 7. На соревнованиях по боксу выступал за Азербайджан.

### Любительская карьера
Первого серьёзного успеха на международном уровне добился в сезоне 2007 года, когда вошёл в состав азербайджанской национальной сборной и побывал на чемпионате мира среди кадетов в Баку, откуда привёз награду серебряного достоинства, выигранную в зачёте полулёгкой весовой категории — в решающем финальном поединке был остановлен представителем Узбекистана Уктамжоном Рахмоновым. Год спустя выиграл серебряную медаль на кадетском Кубке президента в Баку. Ещё через год стал бронзовым призёром юношеского турнира в Польше, получил бронзу на молодёжном чемпионате Европы.
В 2011 году в лёгком весе одержал победу на чемпионате Азербайджана по боксу и начиная с этого времени выступал на взрослом уровне. В частности, взял бронзу на Кубке Бочкаи в Дебрецене, проиграв в полуфинале россиянину Петру Хамукову, стал бронзовым призёром чемпионата Европы в Анкаре, выступил на чемпионате мира в Баку, где на стадии четвертьфиналов первого полусреднего веса был побеждён украинцем Денисом Беринчиком. Также с этого момента регулярно принимал участие в матчевых встречах лиги World Series of Boxing, представлял здесь азербайджанскую команду «Бакинские огни».
Благодаря череде удачных выступлений удостоился права защищать честь страны на летних Олимпийских играх 2012 года в Лондоне, однако уже в стартовом поединке категории до 64 кг со счётом 16:19 потерпел поражение от тунисца Абдерразака Хуйя и сразу же выбыл из борьбы за медали.
После лондонской Олимпиады Гаджиалиев остался в составе боксёрской команды Азербайджана и продолжил принимать участие в крупнейших международных соревнованиях. Так, в 2013 году он победил на международном турнире «Великий шёлковый путь» в Баку, выступил на европейском первенстве в Минске и на мировом первенстве в Алма-Ате. Будучи студентом, отправился представлять страну на летней Универсиаде в Казани, но уже в 1/8 финала проиграл российскому боксёру Раджабу Бутаеву.
В дальнейшем выступал исключительно в лиге WSB, отметился здесь победами над такими известными боксёрами как Ясниэль Толедо, Винченцо Манджакапре, Луис Аркон и др.
На чемпионате Азербайджана 2016 года получил бронзу, проиграв в полуфинале первого полусреднего веса Иману Ахмедли.

### Профессиональная карьера
Не сумев пройти отбор на Олимпиаду в Рио-де-Жанейро, Гаджиалиев покинул расположение азербайджанской сборной и в июне 2016 года успешно дебютировал на профессиональном уровне. Первое время боксировал на территории США, затем вернулся в Россию и продолжил карьеру на родине — при этом из всех поединков неизменно выходил победителем.
В ноябре 2018 года на турнире RCC Boxing Promotions встретился с сильным российским проспектом Георгием Челохсаевым (15-1-1) в бою за вакантный титул чемпиона EBP в первом полусреднем весе — побывал в нокдауне в первом раунде, но продержался до конца поединка, проиграв единогласным решением судей.